# Гибралтарска скала
Гибралтарската скала (на английски: Rock of Gibraltar) е монолитна варовикова скала с височина 426 m, разположена в южната част на Пиренейския полуостров, в Гибралтарския пролив. Скалата се намира на територията на Гибралтар, британска задморска територия. В древността е била известна като един от Херкулесовите стълбове, което е засвидетелствано с паметник в южната част на скалата.
Скалата се нарича също планина Тарик, Джебел ет-Тарик (Djebel al-Tarik) в чест на арабския пълководец Тарик ибн Зияд, от името на който произлиза и названието на Гибралтар. Горната част на планината е отделена за резерват, в който живеят около 250 берберийски макаци – единственият вид диви примати в Европа. Маймуните и лабиринтът от тунели в планината всяка година привличат голям брой туристи.

## География и геология
Гибралтарската скала с е образувала през юрския период, преди около 200 млн. години, в резултат от стълкновение между Африканската и Евразийскатай тектонически плочи. Средиземно море при това става езеро и с течение на времето практически пресъхва (Месински връх на солеността). Водите на Атлантическия океана впоследствие пробиват Гибралтарския пролив и потопяват Средиземноморието. Гибралтарската скала е част от планинския хребет Андалуски планини, разположен в югоизточната част на Иберия.
В днешно време скалата образува полуостров, вдаден в пролива примерно на 5 km от южния бряг на Испания. От север скалата рязко се възвишава от нивото на морето до височина 411,5 m, където е разположена построената ок. 1780 г. батарея Рок Гън (Rock Gun Battery). Източната част на скалата през скални участъци се спуска към пясъчни склонове, които са се образували в периода на заледяването. На тази част от скалата през 1903 г. е изградена система за събиране на вода. Това е направено за снабдяване на бедния откъм природни източници Гибралтар (понастоящем събирането на дъждовна вода е заменено с обезсоляване в инсталации за обратна осмоза). На по-полегатия западен склон на планината е разположен резерватът и самият град.
Калцитите, от които се състои варовикът, бавно се разтварят от водата, и с течение на времето в скалата се образуват пещери. В резултат в Гибралтарската скала има над 100 пещери, най-голямата от които е пещерата Св. Михаил, разположена на западния склон на планината и често посещавана от туристи.
Пещерата Горхам, която се намира на нивото на морето в по-стръмната източна част на скалата, е забележителна с това, че в нея археолози са открили свидетелства за пребиваването на неандерталци преди около 30 хил. години.